# アルサイド (競走馬)
アルサイド（Alcide 1955年 - 1973年）は、イギリス生産、調教のサラブレッド競走馬、種牡馬。不正行為による出走妨害が無ければ1958年のエプソムダービーに勝利していたと考えられている  。主な勝鞍にセントレジャーステークス、キングジョージ6世&クイーンエリザベスステークス。1958年イギリス3歳チャンピオン、1959年同古馬チャンピオン。

## 背景
アルサイドは屈強で中型の素晴らしい（great quality）鹿毛馬で、馬主のハンフリー・ド・トラフォード準男爵により生産された  。父はイギリス古馬チャンピオンで1955年リーディングサイアーとなるアリシドン Alycidon (GB) 。母シェニール Chenille (GB) （父キングサーモン King Salmon (GB) ）は未出走だったが3,000ギニーでトラフォード準男爵に購買され  、エプソムダービー馬*パーシアの母となるライトニング Lightning (GB) （1950年産、父ハイペリオン Hyperion (GB) ）を生んでいた。

### ファミリーライン
アルサイドの母シェニールの祖母アロー Aloe (GB) （1926年産、父サンインロー Son-in-Law (GB) 、F-No.2-f）はゴールドカップ優勝馬フォックスロー Foxlaw (GB) の全妹で、ナッソーステークスやヘーヴァリルステークス（1着： オークス馬ペニーカムクイック Pennycomequick (GB) ）で2着となった。アローに始まる牝系は20世紀で最も重要なクラシックファミリーのひとつとされ 、オリオール Aureole (GB) （1950年産、キングジョージ6世&クイーンエリザベスステークス、リーディングサイアー）、ラウンドテーブル Round Table (USA) （1954年産、アメリカ合衆国年度代表馬、北米リーディングサイアー）、*パーシア（1956年産、前出）、ハイクレア Highclere (GB) （1971年産、1,000ギニー、ディアヌ賞）、ノウンファクト Known Fact (USA) （1977年産、ミドルパークステークス、2,000ギニー）、ペブルス Pebbles (GB) （1981年産、1,000ギニー、ブリーダーズカップ・ターフ）、ナシュワン Nashwan (USA) （1986年産、イギリスクラシック二冠、キングジョージ6世&クイーンエリザベスステークス）、サルサビル Salsabil (GB) （1987年産、1,000ギニー、オークス、アイリッシュダービー）、ゴーフォーワンド Go for Wand (USA) （1987年産、アメリカ合衆国牝馬チャンピオン）、ディープインパクトなどを輩出している（牝系図参照）。
アルサイドは、フリーメーソンロッジ厩舎 (英語版) （ニューマーケット）のセシル・ボイド＝ロックフォート調教師に預けられた。

## 競走経歴

### 1957年： 2歳シーズン
遅生まれでもあったアルサイドは、父アリシドン同様仕上がりに時間を要した。デビューは11月のニューマーケット開催となり、6ハロンのバッケナムステークスで着外に敗れた。3週後、ニューベリーのホリスヒルステークス（7ハロン）に出走すると、10頭立て10番手からホームストレッチの直線で全馬を抜き去り、2着に 1 1/2 馬身差をつけて楽勝した。アルサイドは翌年のダービーの有力候補と見なされるようになった  。

### 1958年： 3歳シーズン
アルサイドはスピードも豊富だったものの、4月30日の2,000ギニーは同厩舎のマイラー、ペルメル (英語版)  Pall Mall (IRE) に預け、ダービーに集中することとなった  。シーズン緒戦は4月26日のロイヤルステークス（クラシックトライアル）（サンダウン、10ハロン）で8対11（約1.727倍）の1番人気となったが、レスター・ピゴット騎乗のスノーキャット Snow Cat (GB)  に短頭差の2着となった。10日後のチェスターヴェース（チェスター、1マイル4ハロン66ヤード）は不向きなコースだったが  、最終コーナーで先頭に立ち1着となった。続くリングフィールドダービートライアル（リングフィールド、1マイル3ハロン106ヤード）では素晴らしい走りを見せ、スノーキャット含む相手に12馬身の差をつけて大勝した   。
ダービーのアルサイドに多額の出走確定前投票が注ぎ込まれたのは驚くに当たらなかったが、リングフィールドの8日後、アルサイドは馬房で苦痛を訴えているのが発見された。背中のひどい腫れは肋骨の骨折で、何者かの殴打によるものと見られた。この不正な妨害行為によりダービー出走は取り止めとなり、*ハードリドンが1着となった  。3着に入線したナガミ Nagami (GB)  との比較は、アルサイドのダービー制覇についての仮説に信憑性を与えている。
アルサイドは休養を余儀なくされたが、怪我から回復すると8月のグレートヴォルティジュールステークス（ヨーク、1 1/2 マイル）に出走した。いつものように最後方を進み、最後の直線だけで2着に12馬身の差を付けて圧勝してみせた。圧倒的な1番人気となったセントレジャーでも最終コーナーを最後尾で周り、ゴール手前2.5ハロンで先頭に立つと  、2着ノンナイサー None Nicer (GB)  に8馬身、3着ナガミに更に3/4馬身の差を付けて大勝した   。アルサイドがウイナーズエンクロージャに姿を現すと、喝采が響き渡った。主戦騎手を務めたハリー･カー  は回顧録 Queen's Jockey で「アルサイドは私が騎乗した最高の馬でした。しかし彼は、そして彼だけが、レースでいつ無気力を捨て去り本気で仕事に取り掛かるかを決めていました。」と述べている  。アルサイドの払い戻し4対9（約1.444倍）は、1935年にバーラム Bahram (GB) が三冠を達成した際の4対11（約1.363倍）以来の低配当となった  。

### 1959年： 4歳シーズン
アルサイドはアスコットゴールドカップを目標に翌年もレースを続行した  。シーズン緒戦、4月のジョッキークラブカップ（ブリティッシュ・チャンピオンズ・ロングディスタンスカップ）（ニューマーケット、1 1/2 マイル）ではいつもの闘志が見られず、ヴァカルム Vacarme (FR)  に僅かに遅れ2着となったが、2戦目ケンプトンのヴィクターワイルドステークス（1 1/2 マイル）では2着に20馬身差を付け圧勝した。勝ちタイムはコースレコードで、ケンプトン12ハロンの平均タイムを9秒近く下回っていた。次走ハーストパークのウィンストンチャーチルステークスもフレンチベージ French Beige (GB)  に2馬身差を付け楽勝した   。しかしアルサイドはまたもや不幸に見舞われた。ゴールドカップを2週後に控えたところで関節を痛めてしまい、出走は微妙な状況となった  。
6月18日ゴールドカップへの出走にはこぎ着けたものの調整不足だった。アルサイドは良く走ったが、フランスから遠征した前年のロワイヤルオーク賞優勝馬*ワラビー  に短頭差で2着だった  。6週後、2対1（3倍）の1番人気でキングジョージ6世&クイーンエリザベスステークスに出走すると、最後尾から直線に入り、前年のゴールドカップ優勝馬でアイルランド調教の牝馬グラッドネス Gladness (GB)  （9対2（5.5倍））に2馬身差を付けて楽勝した  。3着にフランスからの遠征馬バルボ Balbo (FR)  （33対1（34倍））、4着は秋にセントレジャーを勝つ3歳牝馬のカンテロ Cantelo (GB)  （6対1（7倍））、前々年のドイチェスダービー馬オルシニ Orsini (GER)  が5着、ワラビーは11頭立ての10着だった    。
アルサイドは、56,042ポンドを獲得し種牡馬へ引退した。2歳時のデビュー戦は着外だったが、残る11戦は8勝し短頭差での2着が3回だった  。

### 競走成績
※グループ制未導入
- 1957年（2歳シーズン）2戦1勝

ホリスヒルステークス
- 1958年（3歳シーズン）5戦4勝

チェスターヴェース、リングフィールドダービートライアル、グレートヴォルティジュールステークス、セントレジャー
2着： ロイヤルステークス
- 1959年（4歳シーズン）5戦3勝

ヴィクターワイルドステークス、ウィンストンチャーチルステークス、キングジョージ6世&クイーンエリザベスステークス
2着： ジョッキークラブカップ、ゴールドカップ

## 種牡馬経歴
アルサイドには気性難の産駒が多く、種牡馬としては競走成績から期待されたほどの結果は残さなかったが  、初年度産駒オンシジュウム Oncidium (GB) はオーストラリアのリーディングサイアーとなり、多くの産駒がオーストララシアに種牡馬として輸出された  。日本へ輸出された*リマンドはオペックホース（東京優駿）、アグネスレディー（優駿牝馬）、テンモン（同）らを輩出したほか、メジロマックイーン（母の父*リマンド）を通じドリームジャーニー、オルフェーヴル兄弟やゴールドシップに影響を与えている。

### 主な産駒
- アルニカ Arnica (GB) - 牝、鹿毛、1961年、A. プレシュ A. Plesch 産。母： ザチェイス The Chase (GB) （F-No.3-o）、母の父： ビッグゲーム (英語版)  Big Game (GB) （バーラム系）。4勝、フィユドレール賞（英語版） [38] 。
- アッティラ Atilla (GB)  - 牡、栗毛、1961年産。母： フェストゥーン Festoon (GB) （F-No.1-w）、母の父： フェアトライアル Fair Traial (GB) （フェアウェイ系）。16戦6勝、バーデン大賞、ジョッキークラブ大賞、ヴォークスゴールドタンカード、2着： ローマ賞、3着： コロネーションカップ。オーストラリアで種牡馬 [39] 。産駒： 
  - アルタイカーン Altai Khan (AUS) - 牡、栗毛、1968年産。母： マウンテンローズ Mountain Rose (IRE) （F-No.16-f）、母の父： ヒルゲイル (英語版)  Hill Gail (USA) （テディ系）。71戦9勝、AJCメトロポリタンハンデキャップ、3着： ヴィクトリアダービー。オーストラリア種牡馬 [40] 。
  - インパスート In Pursuit (AUS) - 牝、栗毛、1973年、L. P. S. (Windmill) Pty. Ltd 産。母： ティティロア Te Tiroa (NZ) （F-No.2-g）、母の父： ターギュイ Targui (FR) （トウルビヨン系）。チッピングノートンステークス、A. V. キウニーステークス (英語版) 、2着： オーストララシアンオークス [41] 。
  - アウトオブデンジャー Out of Danger (AUS) - 牝、1973年、L. P. S. (Flat) Pty. Ltd 産。母： フェアリーポート Fairy Port (AUS) （F-No.22-b）、母の父： オルゴーリオ Orgoglio (GB) （ナスルーラ系）。2～5歳時7勝、ブルーダイヤモンドステークス、ブリーダーズステークス (英語版) 、2着： VRCサイアーズプロデュースステークス (英語版) 、3着： VATC1,000ギニー [42] 。産駒： セントジュード St. Jude (AUS) （スプリングチャンピオンステークス、カンタベリーギニー、ヴィクトリアヘルスカップ（インヴィテーションステークス）） [43] 。
- ゲートキーパー Gate Keeper (GB) - 牡、栗毛、1961年産。母： ホーテンティア Hortentia (GB) （F-No.7）、母の父： プリシピテイション Precipitation (GB) （ハリーオン系）。8戦2勝。1978/79年シーズンニュージーランドリーディングサイアー [44] 。産駒： 
  - ショーゲート (英語版)  Show Gate (NZ) - 牝、鹿毛、1969年、G. B. トムソン G. B. Thomson 産。母： ミングロー Minglow (NZ) （F-No.22-b）、母の父： グローブオブライト Globe of Light (GB) （ファロス系）。51戦30勝、CJCチャーチルステークス2回、CJCグレートイースターハンデキャップ、スチュワードハンディキャップ2回、カンタベリーゴールドカップ2回、アワプニゴールドカップ (英語版) 、ノースアイランドチャレンジステークス (英語版) 、テレグラフハンデキャップ、ダニーデンゴールドカップ、ティマルーカップ、テムズヴァレーステークス、トレンサムステークス (英語版) 、2着： ウェリントンカップ、アヴォンデールゴールドカップ、1974/75年、1976/77年ニュージーランド年度代表馬 [45] 。ニュージーランド競馬殿堂馬 [46] 。
  - ザファンタジー The fantasy (NZ) - 牝、栗毛、1974年、A. G. 、K. J. 、M. C. 、P. R. デニス A. G., K. J., M. C. & P. R. Dennis 産。母： ザピクシー The Pixie (NZ) （F-No.2-b）、母の父： メレイ Mellay (GB) （ネヴァーセイダイ系）。18勝。1993/94年ニュージーランド最優秀繁殖牝馬、産駒： ザファントムチャンス (英語版)  The Phantom Chance (NZ) （ニュージーランドダービー（G1）、コックスプレート（G1）、ターンブルステークス（G1））、ザファントム (英語版)  The phantom (NZ) （アンダーウッドステークス（G1）、マッキノンステークス（G1）、インターナショナルステークス（ハービーダイクステークス）（G1）、1993/94年ニュージーランド年度代表馬） [47] 。
  - ザトゥインクル The Twinkle (NZ) - 牝、栗毛、1975年、A. G. 、K. J. 、M. C. 、P. R. デニス A. G., K. J., M. C. & P. R. Dennis 産。全姉： ザファンタジー。45戦15勝、WRCペンフォールズチャードンマイル（WRC・DBドラフト1600）（G1）、アワプニゴールドカップ（G2）、CJCジョージアダムスハンデキャップ（G3）、2着： オークランドカップ [48] 。
- オンシジュウム Oncidium (GB) - 牡、鹿毛、1961年、ハワード・ド・ウォルデン卿 Lord Howard De Walden 産。母： マルコルミア Malcolmia (GB) （F-No.16-b）、母の父： サヤニ Sayani (FR) （フェアウェイ系）。3～4歳時16戦5勝、コロネーションカップ、3着： キングジョージ6世&クイーンエリザベスステークス。1972/73年、1974/75年オーストラリアリーディングサイアー（英語版）、1987/88年ニュージーランドリーディングブルードメアサイアー [49] 。産駒： 
  - オンシドン Oncidon (NZ) - 牡、鹿毛、1967産。母： イナハークネス Ena Harkness (NZ) （F-No.11-b）、母の父： ルフィルウ Le Filou (FR) （セントサイモン系ヴァトー分枝）。11勝、AJCメトロポリタンハンデキャップ、ヴィリエステークス (英語版) 、オータムステークス (英語版) 、ローズヒルカップ（プレミアズカップ (英語版) ） [50] 。
  - サンデレー Sanderae (NZ) - 牝、鹿毛、1967年、R. A. 、T. C. ウイリアム R. A. & T. C. Williams 産。母： ネル Nell (NZ) （F-No.4-b）、母の父： ナイツロマンス Knight's Romance (IRE) （ネアルコ系）。9勝、VRCオークス（クラウンオークス）、A. V. キューニーステークス (英語版) 、ウェイクフルステークス (英語版) 、 SAJCゴシックステークス、2着： エドワードマニフォールドステークス (英語版)  [51] 。
  - ヤングアイダ Young Ida (NZ) - 牝、黒鹿毛、1968年、J. H. T. ダンカン J. H. T. Duncan 産。母： ヤングマーガレット Young Margaret (IRE) （F-No.13-e）、母の父： *ジルドレ（ロイヤルチャージャー系）。13勝、グレートノーザンオークス、CJCニュージーランドオークス、アワプニゴールドカップ2回、デザートゴールドステークス、マナワツチャレンジステークス、2着： ウェリントンオークス（ニュージーランドオークス）、3着： コーフィールドカップ、CJCニュージーランドダービー [52] 。
  - ダイアナ Dayana (NZ) - 騸、黒鹿毛、1969年、A. C. ウィリアムス A. C. Williams 産。母： ディシディアナ Dicidiana (NZ) （F-No.16）、母の父： アグリコラ Agricola (GB) （ハリーオン系）。2～5歳時42戦12勝、サウスオーストラリアンダービー、ヴィクトリアダービー、ウェストオーストラリアンダービー、WATCオーストラリアンダービー、パースカップ (英語版) 、3着： シドニーカップ、1972/73年オーストラリア年度代表馬 [53] 。
  - ゴールドブリック Gold Brick (NZ) - 牡、鹿毛、1969年、H. W. ビートン H. W. Beatson 産。母： ゴールデンゴッデス Golden Goddess (NZ)（F-No.9）、母の父： ゴールドソヴリン Gold Sovereign (GB) （グレイソヴリン系）。23戦5勝、AJCダービー（オーストラリアンダービー）、オーストララシアンチャンピオンステークス（スプリングチャンピオンステークス）、2着： ローソンステークス（ランヴェットステークス）、ヒルステークス (英語版) 、3着： AJCクイーンエリザベスステークス。オーストラリア種牡馬 [54] 。
  - グランドシジュウム Grand Cidium (NZ) - 牡、黒鹿毛、1970年、A. C. ウィリアムス産。全兄： ダイアナ（前出）。2～3歳時9戦6勝、ヒルステークス、コーフィールドギニー [55] 。
  - レイラニ (英語版)  Leilani (NZ) - 牝、黒鹿毛、1970年、I. R. A. マクリー I. R. A. MacRae 産。母： レイ Lei (NZ) （F-No.8-k）、母の父： サマータイム Summertime (GB) （ハリーオン系）。3～5歳時28戦14勝、オーストラリアンオークス、コーフィールドカップ、トゥーラックハンデキャップ、マッキノンステークス、ターンブルステークス、CFオーアステークス、オーストラリアンカップ、セントジョージステークス (英語版) 2回、VRCクイーンズプレート (英語版) 、プリンセスハンデキャップ（エイドリアンノックスステークス (英語版) ）、VRCクイーンズカップ、2着： メルボルンカップ、1974/75年オーストラリア年度代表馬 [56] 。
  - ボトルドサンシャイン Bottled Sunshine (NZ) - 騸、栗毛、1971年産。母： ファームラス Farm Lass (NZ) （F-No.18）、母の父： アグリコラ。3勝、クイーンズランドダービー、ウェストオーストラリアンダービー、2着： アデレードカップ（英語版） [57] 。
  - タラスブーリバ Taras Bulba (NZ) - 騸、黒鹿毛、1971年、バルカレススタッド Balcarres Stud 産。母： エントランシングベル Entrancing Bell (NZ) （F-No.4-d）、母の父： ベルボロー Bellborough (IRE) （モスボロー系）。オーストラリアで40戦12勝、AJCダービー、ローズヒルギニー、オーストララシアンチャンピオンステークス、アンダーウッドステークス、チッピングノートンステークス、AJCクイーンエリザベスステークス、VRCクイーンエリザベスステークス (英語版) 、VRCクイーンズプレート、VRCセントレジャー (英語版) 、2着： コックスプレート、シドニーカップ、1974/75年オーストラリア3歳チャンピオン [58] 。
  - プリンスオブオール Prince of All (NZ) - 牡、1972年産。母： アリストクラシー Aristocracy NZ（F-No.）、母の父： アグリコラ。サウスオーストラリアンダービー、アデレードギニー [59] 。
- パーシャンガーデン Persian Garden (GB)  - 牡、鹿毛、1961年、ジャイルス・ローダー Giles Loder 産。母： パーシャンライラック Persian Lilac (IRE) （F-No.14-c）、母の父： パーシャンガルフ Persian Gulf (GB) （バーラム系）。7戦3勝。オーストラリア、ニュージーランドで種牡馬 [60] 。産駒： 
  - クラシックミッション Classic Mission (NZ) - 牡、鹿毛、1968年産。母： アンジェレット Angelet (NZ) （F-No.2-c）。母の父： サビーン Sabaean (GB) （フェアウェイ系）。13戦9勝、オーストラリアンダービー、ヴィクトリアダービー、C.B.フィッシャープレート (英語版) 。オーストラリア種牡馬 [61] 。
- アルカルド Alcalde (GB) - 牡、鹿毛、1962年産。母： サンドライ Sundry (GB) （F-No.21-a）、母の父： ネアルコ Nearco (ITY) （ファロス系）。21戦8勝、ジョッキークラブステークス、2着： アイリッシュセントレジャー [62] 。
- ニアサイド Nearside (GB) - 牡、鹿毛、1962年産。母： Neaera (FR) （F-No.16-h）、母の父： ネアルコ。2～3歳時12戦4勝、ロイヤルステークス。アルゼンチン、ブラジル種牡馬 [63] 。
- アルシグライド Alciglide - 牡、芦毛、1963年産。母： シルケングライダー Silken Glider (GB) （F-No.5-h）、母の父： エアボーン Airborn (GB) （ハリーオン系）。30戦6勝、グラディアトゥール賞、クイーンアレクサンドラステークス。西ドイツ種牡馬 [64] 。
- アルフォンソ Alfonso (GB)  - 牡、栗毛、1963年産。母： スイートソレラ（英語版） Sweet Solera (GB) （F-No.11-f）、母の父： *ソロナウェー （フェアウェイ系）。6戦未入着。オーストラリア種牡馬 [65] 。母スイートソレラは1,000ギニー、オークスの優勝馬。
- プリディカメント Predicament (GB) - 牝、鹿毛、1963年産。母： ディレンマ Dilemma (ITY) （F-No.1-l）、母の父： サヤジラオ（英語版） Sayajirao (GB) （ネアルコ系）。3歳時10戦2勝、プリンセスロイヤルステークス（ブリティッシュ・チャンピオンズ・フィリーズ&メアズステークス）、2着： ヨークシャーオークス、サンチャリオットステークス、パークヒルステークス（英語版） [66] 。
- バンブーズル Bamboozle (GB) - 牝、鹿毛、1964年、エドガー・クーパー・ブランド Edgar Cooper Bland 産。母： クローデット Claudette(GB) （F-No.21-a）、母の父： シャントゥール（英語版） Chanteur (FR) （ベンドア系シャトーブスコー分枝）。プリンセスロイヤルステークス、2着： コロネーションカップ [67] 。
- アラインメント Alignment (GB) - 牡、鹿毛、1965年産。母： ブルーライン Blue Line (GB) （F-No.8-h）、母の父： ブルーピーター Blue Peter (GB) （フェアウェイ系）。2～4歳時17戦6勝、イボアハンデキャップ2回。ウルグアイ種牡馬 [68] 。
- ミロントン Mironton (GB) - 牡、黒鹿毛、1965年産。母： マーシャルエアー Martial Air (GB) （F-No.1-w）、母の父： コートマーシャル Court Martial (GB) （フェアトライアル系）。13戦4勝。オーストラリア種牡馬 [69] 。
- *リマンド Remand (GB) - 牡、栗毛、1965年、J. J. アスター J. J. Astor 産。母： アドモニッシュ Admonish (IRE) （F-No.16）、母の父： パレスタイン Palestine (GB) （フェアトライアル系）。10戦6勝、ロイヤルロッジステークス（英語版）、ソラリオステークス、チェスターヴェース、カンバーランドロッジステークス（英語版）、ウエストベリーステークス（ゴードンリチャーズステークス）。種牡馬 [70] 。（詳細はリマンド参照）。
- スワローテール Swallow Tail (FR) - 牡、栗毛、1965年産。母： オーマイハニー Oh My Honey (GB) （F-No.31）、母の父： ハニーウェイ Honeyway (GB) （フェアウェイ系）。22戦7勝。オーストラリア種牡馬 [71] 。
- カラーズフライング Colours Flying (GB)  - 牡、鹿毛、1966年産。全兄： オンシジュウム（前出）。3戦入着。オーストラリア、ニュージーランド種牡馬 [72] 。産駒： 
  - ブレチンキャッスル Brechin Castle (AUS) - 牝、鹿毛、1975年産。母： レディマニヒ Lady Manihi (AUS) （F-No.22-d）、母の父： マニヒ Manihi (AUS) （フェアウェイ系）。48戦19勝、ウェストオーストラリアンオークス (英語版) 、チャンピオンフィリーズステークス (英語版) 、C.B.コックスステークス (英語版) （G2）、ヘレナヴェイルカップ（G3）、2着： ウェスタンメールクラシック（キングストンタウンクラシック）（G1）。産駒： パレスレイン Palace Reign (AUS) （コーフィールドギニー（G1）） [73] 。
- アプルーヴァル Approval (GB) - 牡、栗毛、1967年、ニューゼルススタッド Newsells Stud 産。母： サクセス Success (GB) （F-No.1-l）、母の父： アークティックプリンス（英語版） Arctic Prince (GB) （プリンスローズ系）。7戦2勝、オブザーヴァーゴールドカップ（レーシングポストトロフィー）、ダンテステークス。オーストラリア種牡馬 [74] 。産駒： 
  - サラマンダー Salamander (AUS) - 騸、鹿毛、1973年産。母： シスターイヴ Sister Eve (AUS) （F-No.8-k）、母の父： テューダーウォーニング Tudor Warning (GB) （オーエンテューダー系）。55戦9勝、ターンブルステークス、トゥーラックハンデキャップ、サンダウンカップ（ジッピングクラシック (英語版) ）、C. B. フィッシャープレート [75] 。
- フラゴン Flagon (GB) - 牡、鹿毛、1967年産。母： ハーヴェストメロディ Harvest Melody (GB) （F-No.1-w）、母の父： テューダーミンストレル Tuder Minstrel (GB) （オーエンテューダー系）。2着： ジョッキークラブカップ。オーストラリア種牡馬 [76] 。
- オルダニー Alderney (GB)  - 牡、鹿毛、1968年産。母： ウインドミルガール Windmill Girl (GB) （F-No.20-c）、母の父： ホーンビーム Hornbeam (GB) （ハイペリオン系）、半兄： ブレイクニー Blakeney (GB) （ダービー）、半弟： モーストン (英語版)  Morston (GB) （同）。3歳時7戦1勝、マーチステークス（英語版）。オーストラリア種牡馬 [77] 。
- アリッツォ Aritzo (GB) - 牡、鹿毛、1968年産。母： カローニア Caronia (GB) （F-No.3-n）、母の父： ペティション Petition (GB) （フェアトライアル系）。8戦未入着。ニュージーランド、オーストラリア種牡馬 [78] 。産駒： 
  - アーウォン (英語版)  Arwon (NZ) - 騸、鹿毛、1973年、R. C. デイヴィ R. C. Davey 産。母： フェアフラッシュ Fair Flash (NZ) （F-No.4-c）、母の父： リサージェント Resurgent (GB) （ベンドア系シャトーブスコー分枝）。2～8歳時67戦16勝、メルボルンカップ、ハーバートパワーハンデキャップ（ウイニングエッジステークス (英語版) ）、サンダウンカップ（G2）、2着： AJCメトロポリタンハンデキャップ、コーフィールドカップ、C. B. コックスステークス、パースカップ、3着： AJCクイーンエリザベスステークス、シドニーカップ [79] 。
- アルディヴォニエ Aldivonie (GB) - 牡、鹿毛、1969年産。母： ナナヴァティ Nanavati (GB) （F-No.9-c）、母の父： ネアルコ。30戦14勝、アルノ賞   [80] 。
- ノーアリモニー No Alimony (GB) - 牡、栗毛、1972年産。母： エターナルラヴ Eternal Love (GB) （F-No.13-e）、母の父： *ラティフィケイション Ratification (GB) （フェアトライアル系）。2～3歳時10戦4勝、クレイヴンステークス（G3）、3着： オブザーヴァーゴールドカップ（G1）。オーストラリア種牡馬 [81] 。
- シーアンカー Sea Anchor (IRE) - 牡、栗毛、1972年、アーチーズホールスタッド Arches Hall Stud 産。母： アンカー Anchor (GB) （F-No.11-d）、母の父： メジャーポーション Major Portion (GB) （フェアトライアル系）。13戦5勝、キングエドワード7世ステークス（G2）、ドンカスターカップ（G3）、ヘンリー2世ステークス（英語版）（G3）、2着： グレートヴォルティジュールステークス（G2）、3着： コロネーションカップ（G1）。ニュージーランドで種牡馬 [82] 。産駒： 
  - ロイヤルレガッタ Royal Regatta (NZ) - 牝、鹿毛、1979年、M. E. ウェッブ M. E. Webb 産。母： シェリーバーフォード Shelly Burford (NZ) （F-No.28）、母の父： パキスタン Pakistan (GB) （フェアトライアル系）。2～7歳時47戦8勝、オーストララシアンオークス（G1）、ウェイクフルステークス（G2）、サラウンドステークス (英語版) （G3）、2着： ドンカスターハンデキャップ（G1）、サンゴーグニオハンデキャップ（ロバート・J・フランケルステークス (英語版) ）（G2）、ローズマウントワインズクラシック（クールモアクラシック）（G2）、3着： サンタバーバラハンデキャップ (英語版) （G1）、ローズマウントワインズクラシック（G1） [83] 。
  - ビーチクラフト Beechcraft (NZ) - 牡、鹿毛、1980年、ロナルド・J・チティ、ロバーツホールディングス Ronald J Chitty Ltd & Roberts Holdings Ltd 産。母： スカイ Sky (NZ) （F-No.1-s）、母の父： クレストオブザウェイヴ Crest of the Wave (GB) （ドナテッロ系）。30戦8勝、コーフィールドギニー（G1）、カンタベリーギニー (英語版) （G1）。ニュージーランド種牡馬 [84] 。
  - メジャードライヴ Major Drive (NZ) - 騸、栗毛、1981年、D. H. クラウト D. H. Clout 産。母： ゴールドデセプション Gold Deception (NZ) （F-No.2-g）、母の父： スカーリー Sucaryl (GB) （オリオール系）。シドニーカップ（G1）、チェアマンズハンデキャップ (英語版) （G3） [85] 。
  - レッドアンカー (英語版)  Red Anchor (NZ) - 牡、栗毛、1981年、P. セチル P. Setchell 産。母： デコイガール Decoy Girl (GB) （F-No.22-d）、母の父： デコイボーイ Decoy Boy (GB) （ザボス系）。2～3歳時14戦9勝、ヴィクトリアダービー（G1）、コックスプレート（G1）、コーフィールドギニー（G1）、シャンペンステークス（G1）、ムーニーヴァレーステークス（ビルスタットステークス (英語版) ）（G2）、QTCサイアーズプロデュースステークス（BRCサイアーズプロデュースステークス (英語版) ）（G2）、アポロステークス (英語版) （G2）、2着： AJCサイアーズプロデュースステークス（G2）、パゴパゴクオリティハンディキャップ（パゴパゴステークス (英語版) ）（G2）、1984/85年オーストラリア年度代表馬。オーストラリア種牡馬、産駒： ネイヴィーシール Navy Seal (AUS) （エプソムハンデキャップ（G1）） [86] 。
  - ラウンドザワールド Round The World (NZ) - 牝、鹿毛、1983年、M. E. ウェッブ M. E. Webb 産。母： ラマスカレード La Mascarade (NZ) （F-No.28）、母の父： プリテンダー Pretendre (GB) （プリンスシュヴァリエ系）。5勝、クイーンズランドオークス（G1）、チェアマンズハンデキャップ（G3）、2着： オーストラリアンオークス（G1）、ブリスベンカップ (英語版) （G1）、シドニーカップ（G1）、3着： ブリスベンカップ（G1） [87] 。
  - ウェストンリー Weston Lea (NZ) - 牡、黒鹿毛、1984年、E. N. ピーコック E. N. Peacocke 産。母： ブルリー Bruree (NZ) （F-No.2-o）、母の父： オールドソルジャー Old Soldier (GB) （ネヴァーセイダイ系）。2～3歳時8勝、ニュージーランド2000ギニー（G1）、アヴォンデールギニー（G2）、2着： グレートノーザンギニーズ（G2） [88] 。
  - サブマリナー Submariner (NZ) - 牡、黒鹿毛、1986年、ハウヌイブラッドストックパートナーシップ Haunui Bloodstock Partnership 産。母： ディープアンバー Deep Amber (AUS) （F-No.5-j）、母の父： *ディープダイバー（バーラム系）。4勝、ショーデイカップ（インヴィテーションステークス）（G1）。オーストラリア種牡馬 [89] 。
- グレイバロン Grey Baron (GB) - 牡、芦毛、1973年産。母： クイサンシア Chysanthia (GB)（F-No.6-f）、母の父： バリーモス Ballymoss (GB) （モスボロー系）。2～4歳時25戦7勝、グッドウッドカップ（G3）、ジョッキークラブカップ（G3）、ヘンリー2世ステークス（G3）。オーストラリア種牡馬 [90] 。
- ヴァルツ Waltz (GER) - 牡、鹿毛、1973年、レットゲン牧場 Gestüt Röttgen 産。母： ヴェルトヴンデア Weltwunder (GER) （F-No.4-o）、母の父： ヴァトー Watteau (ITY) （ネアルコ系*ニンバス分枝）。2～3歳時3勝、ウニオンレネン（G2）、3着： ヘンケルレネン（メールミュルヘンスレネン）（G2） [91] 。

### 母の父としての主な産駒
- ニコリ Nikoli (IRE) - 牡、鹿毛、1977年産、マクグラストラスト McGrath Trust Co. 産。父： グレートネフュー Great Nephew (GB) （フェアウェイ系）、母： アリシヴァ Aliceva (IRE) （F-No.1-k）。2～3歳時5戦3勝、アイリッシュ2,000ギニー（G1）、マッケアンズトライアルステークス（G3）。種牡馬 [92] 。
- ユクレインガール Ukraine Girl (IRE) - 牝、栗毛、1978年、アーデンオードスタッド Ardenode Stud 産。父： *ターゴワイス（プリンスローズ系）、母： パディズフレア Paddy's Flair (GB) （F-No.16-g）。2～3歳時10戦3勝、プール・デッセ・デ・プーリッシュ（G1）、オマール賞（英語版）（G3） [93] 。
- ダラモナーク Dara Monarch (GB) - 牡、鹿毛、1979年、N. バイクロフト N. Bycroft 産。父： *リアルム（プリンスリーギフト系）、母： サーダラ Sardara (GB) （F-No.13-e）。2～3歳時12戦4勝、アイリッシュ2,000ギニー（G1）、セントジェームズパレスステークス（G2）、マッケアンズヴォクソールトライアルステークス（G3）、アングルシーステークス（G3）。1994年、1995年、2000年チェコリーディングサイアー、1995年、1999年チェコ2歳リーディングサイアー [94] 。

## 血統

### 血統表
| アルサイドの血統（ドナテッロ系／Malva4×3=18.75% Gainsborough4×5=9.38% Swynford4×5=9.38%） | アルサイドの血統（ドナテッロ系／Malva4×3=18.75% Gainsborough4×5=9.38% Swynford4×5=9.38%） | アルサイドの血統（ドナテッロ系／Malva4×3=18.75% Gainsborough4×5=9.38% Swynford4×5=9.38%） | （血統表の出典）            | （血統表の出典）     |
| 父 Alycidon (GB) 1945 栗毛                                                                | 父の父Donatello (FR) 1954 栗毛                                                            | Blenheim (GB)                                                                             | Blandford (IRE)             | Blandford (IRE)      |
| 父 Alycidon (GB) 1945 栗毛                                                                | 父の父Donatello (FR) 1954 栗毛                                                            | Blenheim (GB)                                                                             | Malva (GB)                  |                      |
| 父 Alycidon (GB) 1945 栗毛                                                                | 父の父Donatello (FR) 1954 栗毛                                                            | Delleana (ITY)                                                                            | Clarissimus (GB)            | Clarissimus (GB)     |
| 父 Alycidon (GB) 1945 栗毛                                                                | 父の父Donatello (FR) 1954 栗毛                                                            | Delleana (ITY)                                                                            | Duccia di Buoninsegna (IRE) |                      |
| 父 Alycidon (GB) 1945 栗毛                                                                | 父の母Aurora (GB) 1936 栗毛                                                               | Hyperion (GB)                                                                             | Gainsborough (GB)           | Gainsborough (GB)    |
| 父 Alycidon (GB) 1945 栗毛                                                                | 父の母Aurora (GB) 1936 栗毛                                                               | Hyperion (GB)                                                                             | Selene (GB)                 |                      |
| 父 Alycidon (GB) 1945 栗毛                                                                | 父の母Aurora (GB) 1936 栗毛                                                               | Rose Red (GB)                                                                             | Swynford (GB)               | Swynford (GB)        |
| 父 Alycidon (GB) 1945 栗毛                                                                | 父の母Aurora (GB) 1936 栗毛                                                               | Rose Red (GB)                                                                             | Marchetta (GB)              |                      |
| 母 Chenille (GB) 1940 黒鹿毛                                                              | 母の父King Salmon (GB) 1930 鹿毛                                                          | Salmon-Trout (GB)                                                                         | The Tetrarch (IRE)          | The Tetrarch (IRE)   |
| 母 Chenille (GB) 1940 黒鹿毛                                                              | 母の父King Salmon (GB) 1930 鹿毛                                                          | Salmon-Trout (GB)                                                                         | Salamandra (GB)             |                      |
| 母 Chenille (GB) 1940 黒鹿毛                                                              | 母の父King Salmon (GB) 1930 鹿毛                                                          | Malva (GB)                                                                                | Charles Omalley (GB)        | Charles Omalley (GB) |
| 母 Chenille (GB) 1940 黒鹿毛                                                              | 母の父King Salmon (GB) 1930 鹿毛                                                          | Malva (GB)                                                                                | Wild Arum (GB)              |                      |
| 母 Chenille (GB) 1940 黒鹿毛                                                              | 母の母Sweet Aloe (GB) 1935 鹿毛                                                           | Cameronian (GB)                                                                           | Pharos (GB)                 | Pharos (GB)          |
| 母 Chenille (GB) 1940 黒鹿毛                                                              | 母の母Sweet Aloe (GB) 1935 鹿毛                                                           | Cameronian (GB)                                                                           | Una Cameron (GB)            |                      |
| 母 Chenille (GB) 1940 黒鹿毛                                                              | 母の母Sweet Aloe (GB) 1935 鹿毛                                                           | Aloe (GB)                                                                                 | Son-in-Law (GB)             | Son-in-Law (GB)      |
| 母 Chenille (GB) 1940 黒鹿毛                                                              | 母の母Sweet Aloe (GB) 1935 鹿毛                                                           | Aloe (GB)                                                                                 | Alope (GB) F-No.2-f         |                      |

### 牝系図
アロー系ファミリーライン概況（Aloe (GB) 1926 → Sweet Aloe (GB) 1935 → Chenille (GB) 1940 ）。
※ 馬名（生産国） 牝馬/牡馬 毛色 生年 父馬
※ 太字： 特に主要な競走の優勝馬
Aloe (GB)　牝 鹿毛 1926 Son-in-Law (GB)　（F-No.2-f） ..... ナッソーステークス2着
│Feola (GB)　牝 黒鹿毛 1933 Friar Marcus (GB) ..... 1,000ギニー2着、オークス3着
││Foretaste (GB)　牝 鹿毛 1938 Umidwar (GB)
│││Windy Cliff (FR)　牝 黒鹿毛 1955 Hard Sauce (GB)
││││Serjanie (FR)　牝 鹿毛 1964 Seriphos (FR)　---→ Nononito (FR) 1991 など
││││*ラッサール Lassalle (FR)　牡 鹿毛 1969 *ボンモー Bon Mot (FR) ..... ゴールドC、カドラン賞
││Starling (GB)　牝 黒鹿毛 1939 Noble Star (GB)
│││Sideral (ARG)　牡 鹿毛 1948 Seductor (ARG) ..... アルゼンチンリーディングサイアー3回
│││Siderea (ARG)　牝 鹿毛 1950 Seductor (ARG) ..... ポージャ・デ・ポトランカス、セレクシオン大賞　---→ Moonrush (ARG) 1963 など
│││Sagitaria (ARG)　牝 鹿毛 1951 Seductor (ARG) ..... サトゥルニノ・J・ウンセ大賞、エリセオラミレス大賞
│││Constelacion (ARG)　牝 鹿毛 1954 Seductor (ARG)　---→ Salt Champ (ARG) 2000 、Helisangela (BRZ) 2002 など
││Knight's Daughter (GB)　牝 鹿毛 1941 Sir Cosmo (IRE)
│││Cub Hunt (GB)　牝 鹿毛 1945 Foxhunter (GB)　---→ John's Call (USA) 1991 など
│││Yarmouth (USA)　牝 鹿毛 1952 Watling Street (GB)　---→ Bemissed (USA) 1980 、Jet Ski Lady (USA) 1988 など
│││Round Table (USA)　牡 鹿毛 1954 Princequillo (IRE) ..... アメリカ合衆国年度代表馬、北米リーディングサイアー
│││Monarchy (USA)　牝 鹿毛 1957 Princequillo (IRE)
│││　---→ Preach (USA) 1989 、Minardi (GB) 1998 、*ヨハネスブルグ Johannesburg (USA) 1999 、Toylsome (GB) 1999 、
│││　　　　　　Leading Light (GB) 2010 など
││Hypericum (GB)　牝 鹿毛 1943 Hyperion (GB) ..... 1,000ギニー、デューハーストS
│││Prescription (FR)　牝 鹿毛 1949 Epigram (GB)
│││　---→ Nisapur (CHI) 1960 、Naguilan (CHI) 1963 、Serjanie (CHI) 1964 、Nassau (CHI) 1965 、Naspur (CHI) 1967 、
│││　　　　　　Manon Lescaut (CHI) 1984 、Campo Marzio (CHI) 1988 、Numeracion (CHI) 1989 、Perhaps Love (CHI) 1990 、
│││　　　　　　Rue Cambon (CHI) 1992 、Crystal House (CHI) 1996 、Deborah (CHI) 1996 、Printemps (CHI) 1997 、
│││　　　　　　Senora Claudia (CHI) 1998 、Crystal Clear (CHI) 1999 、Noche Linda (CHI) 2001 、Candy Doll (CHI) 2004 、
│││　　　　　　Cocoa Beach (CHI) 2004 、Maldivas (ARG) 2007 、Porque (CHI) 2007 など
│││Belladonna (GB)　牝 鹿毛 1952 Donatello (FR)　---→ Fabulous Dancer (USA) 1976 など
││││*ベンマーシャル Ben Marshall (GB)　牡 鹿毛 1962 Botticelli (ITY) ..... 共和国大統領賞
│││Highlight (GB)　牝 鹿毛 1958 Borealis (GB)
││││Highclere (GB)　牝 鹿毛 1971 Queen's Hussar (GB) ..... 1,000ギニー、ディアヌ賞
││││　---→ Nashwan (USA) 1986 、Nayef (USA) 1998 、ディープインパクト 2002 、Ask (GB) 2003 、Lahudood (USA) 2003 、
││││　　　　　　My Kingdom of Fife (GB) 2005 、Ghanaati (USA) 2006 など
││││Light Duty (GB)　牝 鹿毛 1972 Queen's Hussar (GB)　---→ Fly to the Stars (GB) 1994 、Fallen For You (GB) 2009 など
││││Christchurch (FR)　牝 黒鹿毛 1973 *ソーブレスド So Blessed (GB)　---→ Right Approach (GB) 1999 など
││Angelola (GB)　牝 鹿毛 1945 Donatello (FR) ..... ヨークシャーオークス、オークス2着
│││Aureole (GB)　牡 栗毛 1950 Hyperion (GB) ..... コロネーションC、キングジョージ6世&クイーンエリザベスS、英愛リーディングサイアー
││Above Board (GB)　牝 鹿毛 1947 Straight Deal (GB) ..... ヨークシャーオークス、
│││Doutelle (GB)　牡 栗毛 1954 Prince Chevalier (FR)
│││Above Suspicion (GB)　牡 鹿毛 1956 Court Martial (GB) ..... セントジェームスパレスS
│││Arbitrate (FR)　牝 栗毛 1959 Arbar (FR)　---→ Pebbles (GB) 1981 など
│Sweet Aloe (GB)　牝 鹿毛 1935 Cameronian (GB)
││Chenille (GB)　牝 黒鹿毛 1940 King Salmon (IRE)　（未出走、アルサイド母）
│││Lightning (GB)　牝 鹿毛 1950 Hyperion (GB)
││││*パーシア Parthia (GB)　牡 鹿毛 1956 Persian Gulf (GB) ..... ダービー
││││*モニター Monitor (GB)　牡 鹿毛 1961 Worden (FR)
││││Electric Flash (GB)　牝 鹿毛 1962 Crepello (GB)
│││││Welsh Flame (GB)　牝 鹿毛 1973 Welsh Pageant (FR)
││││││Fruition (IRE)　牝 鹿毛 1978 *ラインゴールド Rheingold (IRE)
│││││││Northern Spur (IRE)　牡 鹿毛 1991 Sadler's Wells (USA) ..... ブリーダーズC・ターフ、オークツリー招待S
│││││││Tamarino (IRE)　牝 黒鹿毛 1995 Caerleon (USA)
││││││││Danalaga (AUS)　牝 鹿毛 2000 Danehill (USA)
│││││││││More Than Sacred (AUS)　牝 鹿毛 2009 More Than Ready (USA) ..... ニュージーランドオークス
││││││Flame of Tara (IRE)　牝 鹿毛 1980 *アーテイアス Artaius (USA)
│││││││Salsabil (IRE)　牝 鹿毛 1987 Sadler's Wells (USA) ..... 1,000ギニー、オークス、アイリッシュダービー
│││││││Marju (IRE)　牡 1988 *ラストタイクーン Last Tycoon (IRE) ..... セントジェームズパレスS
││││││Welsh Love (IRE)　牝 1986 Ela-Mana-Mou (GB)
│││││││Second Empire (IRE)　牡 鹿毛 1995 Fairy King (USA) ..... グランクリテリウム
│││Thunder (GB)　牝 鹿毛 黒鹿毛 1952 Hyperion (GB)
││││Immortelle (GB)　牝 栗毛 1960 Never Say Die (USA)
│││││Irene Louise (GB)　牝 鹿毛 1966 Match (FR)
││││││Krafty Kate (GB)　牝 鹿毛 1971 Klairon (FR)
│││││││Pas de Calais (GB)　牝 鹿毛 1985 *パドスール Pas de Seul (GB)
││││││││My Best Valentine (GB)　牡 鹿毛 1990 *トライマイベスト Try My Best (USA) ..... アベイ・ド・ロンシャン賞
││││*ライオンハーテッド Lionhearted (GB)　牡 鹿毛 1961 Never Say Die (USA) ..... アイリッシュセントレジャー2着
│││Alcide (GB)　牡 鹿毛 1955 Alycidon (GB) ..... セントレジャー、キングジョージ6世&クイーンエリザベスS
│││*パラデイシア Paradisea (GB)　牝 鹿毛 1957 Aureole (GB)
││││メジロサンマン　牡 鹿毛 1963 Charlottesville (GB)
│Aroma (GB)　牝 鹿毛 1938 Fairway (GB)
││Persian Maid (GB)　牝 鹿毛 1947 Tehran (IRE)
│││Mixed Marriage (GB)　牝 鹿毛 1952 Tudor Minstrel (IRE)
││││*エタン Atan (USA)　牡 栗毛 1961 Native Dancer (USA)
││││Tamerett (USA)　牝、黒鹿毛 1962 Tim Tam (USA)
││││　---→ Tentam (USA) 1969 、Known Fact (USA) 1977 、Gone West (USA) 1984 、Tappiano (USA) 1984 、
││││　　　　　　Lady Joanne (USA) 2004 、Shackleford (USA) 2008 など
│││Book of Verse (USA)　牝 鹿毛 1956 One Count (USA)
││││Obeah (USA)　牝 鹿毛 1965 ..... デラウェアH2回、フィレンツェH　---→ Go for Wand (USA) 1987 など
│Malo (GB)　牝 鹿毛 1941 Mieuxce (FR)　---→ ヒロキミ 1959 （菊花賞）など